# Eupithecia perculsaria
Eupithecia perculsaria är en fjärilsart som beskrevs av Swinhoe 1904. Eupithecia perculsaria ingår i släktet Eupithecia och familjen mätare. Inga underarter finns listade i Catalogue of Life.